# ウンク・A・アジズ

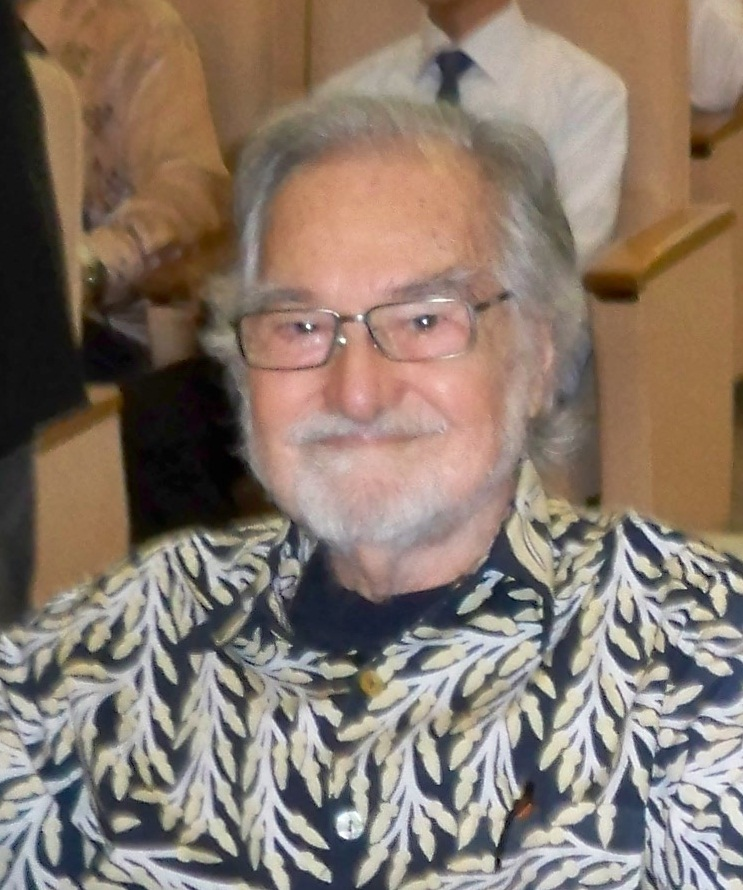
ウンク・A・アジズ

ウンク・A・アジズ（Ungku Abdul AZIZ、1922年1月28日 - 2020年12月15日）は、マレーシアの経済学者。マレーシアの貧困経済研究の先駆者。
イギリス・ロンドン生まれ。父親はマレー人とグルジア人の混血で母親はイギリス人のユーラシアンである。ラッフルズカレッジ、マラヤ大学で経済学を学ぶ。第二次大戦中日本に留学し、早稲田大学で学んだ。1952年マラヤ大学講師、1961年マレーシア人初のマラヤ大学教授となる。1968年同学長（正式には副長）。マレーシアの高等教育のマレー語化政策やマレーシア経済学会設立など、マレーシアの教育の発展を担った。
マレーシア国立銀行総裁のゼティ・アクタル・アジズ(Zeti Akhtar Aziz)は、ウンク・A・アジズの娘である。
1993年福岡アジア文化賞学術・研究賞を受賞。1981年（昭和56年度）国際交流基金賞受賞。

## 主な著作
- 『マレー経済における事実と誤謬』　シンガポール, 1957
- 『経済計画と貧困』　シンガポール, 1959
- 『クラン住宅供給調査』(共著) クアラルンプール, 1962
- 『時の砂浜の足跡』 クアラルンプール, 1975
- 『協同組合の原理』 クアラルンプール, 1980
- 『マレーシアにおける大学教育と雇用』パリ, 1987